# Matična knjižnica Lenart
Knjižnica Lenart je osrednja splošna knjižnica s sedežem na Nikovi ulici 9 (Lenart); ustanovljena je bila leta 1962.